# Brampton, Eden
Brampton är en by (village) i Cumbria, i nordvästra England. Närmaste stad är Appleby-in-Westmorland. 